# Golosalvo (kommunhuvudort)
Golosalvo är en kommunhuvudort i Spanien.   Den ligger i provinsen Provincia de Albacete och regionen Kastilien-La Mancha, i den centrala delen av landet, 220 km sydost om huvudstaden Madrid. Golosalvo ligger 718 meter över havet och antalet invånare är 114.
Terrängen runt Golosalvo är huvudsakligen platt. Golosalvo ligger uppe på en höjd. Runt Golosalvo är det glesbefolkat, med 9 invånare per kvadratkilometer. Närmaste större samhälle är Madrigueras, 14,3 km väster om Golosalvo. Trakten runt Golosalvo består till största delen av jordbruksmark.